# 12852 Teply
12852 Teply eller 1998 FW30 är en asteroid i huvudbältet som upptäcktes den 20 mars 1998 av LINEAR i Socorro County, New Mexico. Den är uppkallad efter Grant Teply.